# Stann Creek (distrikt)
Stann Creek er et distrikt i det mellemamerikanske land Belize. Distriktshovedstaden er Dangriga. Victoria Peak (1 120 moh) i Stann Creek er Belizes næst højeste fjeld. I 2010 lå befolkningstallet på 32.166.